# Disparctia buea
Disparctia buea là một loài bướm đêm thuộc phân họ Arctiinae, họ Erebidae.